# Dirk Wüllbier
Dirk Wüllbier (* 29. Juli 1966 in Aschersleben) ist ein ehemaliger deutscher Fußballspieler und heutiger -trainer.

## Spielerkarriere
Wüllbier kam 1992 vom Halleschen FC zu den Stuttgarter Kickers. Zunächst auf der Position des defensiven Mittelfeldspielers spielend, war er später Verteidiger bei den Schwaben. 1993/94 stieg er mit seinem Verein in die Regionalliga Süd ab. Zwei Jahre später gelang die Rückkehr in die 2. Liga. Nachdem er in der Saison 1998/99 meist Einwechselspieler war, wurde er am Saisonende in die Amateurmannschaft des Vereins versetzt. Dort spielte er noch zwei Jahre lang in der Verbandsliga Württemberg und Oberliga Baden-Württemberg und ging 2001/02 für eine Saison zum SC Echterdingen in die Landesliga, wo er seine Karriere ausklingen ließ. 

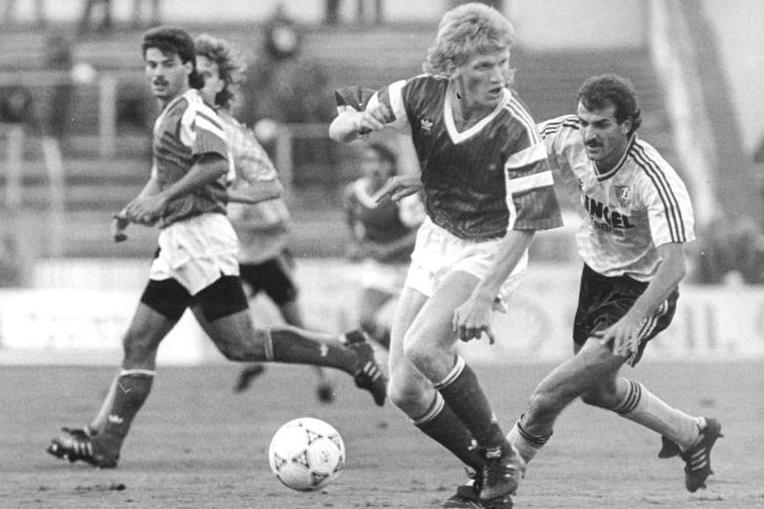
Wüllbier im Einsatz für Chemie Halle

## Trainerkarriere
2002 bis 2005 arbeitete Wüllbier als Co-Trainer bei der U19 der Stuttgarter Kickers. Von 2005 bis April 2007 war er als Spielertrainer in der Kreisliga beim TSV Waldenbuch tätig. 2007/08 war er Co-Trainer der zweiten Mannschaft des SV Bonlanden. Seit 2009 ist Wüllbier Trainer in der Fußballschule des VfB Stuttgart.

## Privates
Heute ist Wüllbier Besitzer eines Sonnenstudios.

## Statistik
| Liga             | Spiele (Tore) |
| ---------------- | ------------- |
| 2. Bundesliga    | 147 (8)       |
| Regionalliga Süd | 057 (2)       |